# تپه گلستان رباط کریم
تپه گلستان رباط کریم مربوط به هزاره دوم و اول قبل از میلاد است و در شهرستان بهارستان واقع شده و این اثر در تاریخ ۲ بهمن ۱۳۸۲ با شمارهٔ ثبت ۱۰۸۱۲ به‌عنوان یکی از آثار ملی ایران به ثبت رسیده‌است.